# Duolandrevus dendrophilus
Duolandrevus dendrophilus är en insektsart som först beskrevs av Andrej Vasiljevitj Gorochov 1988.  Duolandrevus dendrophilus ingår i släktet Duolandrevus och familjen syrsor. Inga underarter finns listade i Catalogue of Life.